# Jannatul Baqi

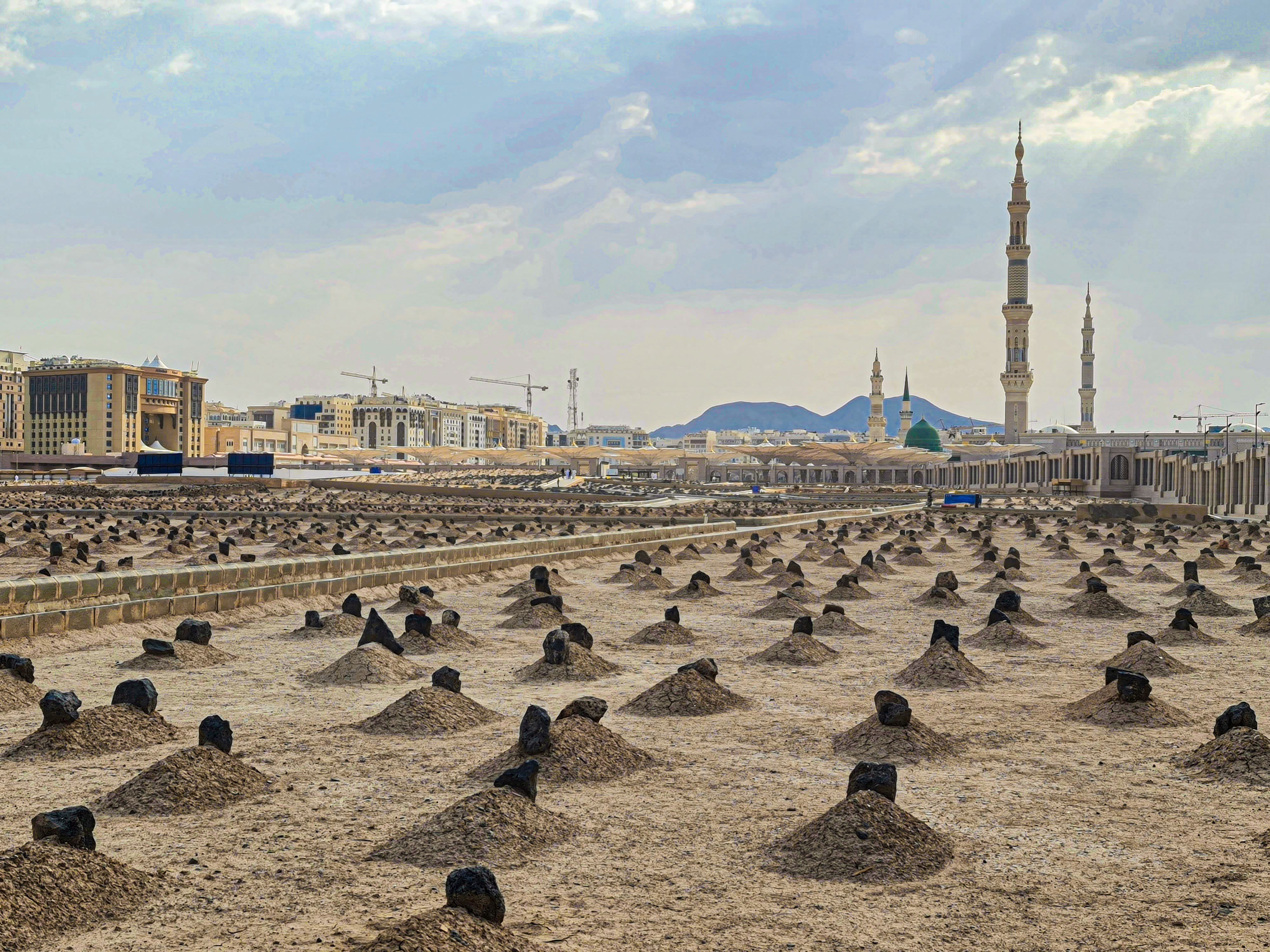
Jannatul Baqi, 2021

Jannat al-Baqi (Arabisch: جنة البقيع) is een islamitische begraafplaats in Medina, Saoedi-Arabië. De begraafplaats is gelegen naast de moskee van de Profeet (Masjid al-Nabawi), de grootste moskee van Medina.
Op deze begraafplaats zijn veel van de familieleden en metgezellen van Mohammed begraven. 
In het verleden stonden er grote grafmonumenten op bepaalde graven. Deze grafmonumenten zijn echter door de troepen van Abdoel Aziz bin Saoed verwijderd na de Saoedische verovering van Medina. 

## Mensen begraven op deze begraafplaats
- Alle vrouwen van de profeet Mohammed, behalve Khadija
- Ibrahim de minderjarige zoon van Mohammed
- Fatima Zahra de dochter van Mohammed
- Verschillende tantes van Mohammed
- Abbas ibn Abd al-Muttalib, oom van Mohammed
- Hasan ibn Ali Kleinzoon van Mohammed en de tweede imam
- Ali ibn Husayn achterkleinzoon van Mohammed
- Muhammad al-Baqir
- Jafar Sadiq
- Malik ibn Anas, islamitische geleerde
- Imam Sjamil, Dagestaanse verzetsheld
- Oethman ibn Affan na uitbreiding van de begraafplaats
- Koning Idris I van Libië
- Zine El Abidine Ben Ali Tunesisch dictator
- Vele andere metgezellen van Mohammed